# Campiglossa punctella
Campiglossa punctella
 es una especie de insecto díptero que Fallen describió científicamente por primera vez en el año 1814.
Esta especie pertenece al género Campiglossa de la familia Tephritidae.